# Hisarija
Hisarija (in bulgaro Хисаря?) è un comune della Bulgaria situato nella Regione di Plovdiv di 14 826 abitanti (dati 2009). La sede comunale è nella località omonima. Situata a meno di 50 km da Plovdiv, è una frequentata località termale con stabilimenti balneoterapici, sorta sul luogo dell'insediamento romano di Augustae. Conserva tracce del suo passato soprattutto bizantino, epoca in cui ebbe il nome di Sebastopolis (città del sovrano).
Le più imponenti vestigia della città antica sono i resti delle mura, erette nel VI secolo su precedenti fortificazioni di epoca romana, lunghe 2.315 m, spesse alla base 3 m e armate di 42 torri e 4 porte.
La porta meridionale, detta Kamilite (Камилите, dei cammelli), è a forma di arco trionfale, affiancata da torri alte 14 m.
Nella zona circostante le mura sono state rinvenute fondazioni di alcune basiliche, anch'esse bizantine, mentre nel vicino parco si trova una tomba romana (IV secolo) a pianta quadrata, ornata di affreschi e da un mosaico.

## Località
Il comune è formato dall'insieme delle seguenti località:
- Hisarija (sede comunale)
- Belovica
- Černičevo
- Krasnovo
- Krăstevič
- Malo Kruševo
- Mihilci
- Mătenica
- Novo Železare
- Paničeri
- Staro Železare
- Starosel (noto per il sito archeologico omonimo)